# Mr. Natural
Mr. Natural é o décimo segundo álbum de estúdio dos Bee Gees. Foi lançado numa época em que os Bee Gees quase acabaram, depois da turbulência de 1973. Mesmo com tudo o que aconteceu o grupo não acabou e decidiu ir à luta, visando à volta ao sucesso. Para isso, mudaram de produtor, contratando para isso Arif Mardin, que até sua morte foi reconhecido como grande produtor.
Mr. Natural não fez muito sucesso mas foi um marco: simbolizava os Bee Gees entrando nos eixos da música mundial. As músicas do álbum passaram despercebidas, embora possa se encontrar no álbum canções muito bonitas e bem feitas, tais quais: Charade, Throw a Penny, Down the Road, Dogs, Mr. Natural e Heavy Breathing.
Um artifício usado neste álbum que ficou muito marcado foi o chamado crossfade, que é uma edição de áudio onde o fim de uma música acontece ao mesmo tempo que a outra está começando. Vê-se isto bem claramente na passagem de Throw a Penny para "Down the Road", e menos claramente entre Charade e Throw a Penny. Entretanto, não é a primeira vez que os Bee Gees fazem isto: eles já o tinham feito no álbum Life in a Tin Can, entre as faixas Saw a New Morning e I Don't Wanna Be the One.
Uma outra curiosidade sobre o álbum é o fato de em nenhum lugar do encarte estar a foto de algum integrante do grupo. Reza a lenda que, como o álbum era mais soul e R&B, dois ritmos geralmente relacionados a negros, a Atlantic, distribuidora dos Bee Gees nos EUA, quis esconder do público que, na verdade, o grupo era composto por três ingleses brancos. Até hoje ninguém sabe se é verdade ou não.

## Faixas
1. Charade (B. Gibb/R. Gibb) - 4:12
2. Throw a Penny (B. Gibb/R. Gibb) - 4:49
3. Down the Road (B. Gibb/R. Gibb) - 3:25
4. Voices (B. Gibb/R. Gibb/M. Gibb) - 4:50
5. Give a Hand, Take a Hand (B. Gibb/M. Gibb) - 4:47
6. Dogs (B. Gibb/R. Gibb) - 3:44
7. Mr. Natural (B. Gibb/R. Gibb) - 3:48
8. Lost in Your Love (B. Gibb) - 4:37
9. I Can't Let You Go (B. Gibb/R. Gibb/M. Gibb) - 3:45
10. Heavy Breathing (B. Gibb/R. Gibb) - 3:26
11. Had a Lot of Love last Night (B. Gibb/R. Gibb/M. Gibb) - 4:07

Os LPs lançados no Brasil tinham 13 faixas, incluindo It Doesn't Matter Much to Me e Elisa, da forma como segue:
Lado A
1. Charade (B. Gibb/R. Gibb) - 4:12
2. Throw a Penny (B. Gibb/R. Gibb) - 4:49
3. Down the Road (B. Gibb/R. Gibb) - 3:25
4. Voices (B. Gibb/R. Gibb/M. Gibb) - 4:50
5. Give a Hand, Take a Hand (B. Gibb/M. Gibb) - 4:47
6. It Doesn't Matter Much to Me (B. Gibb/R. Gibb/M. Gibb) - 3:50

Lado B
1. Dogs (B. Gibb/R. Gibb) - 3:44
2. Mr. Natural (B. Gibb/R. Gibb) - 3:48
3. Lost in Your Love (B. Gibb) - 4:37
4. I Can't Let You Go (B. Gibb/R. Gibb/M. Gibb) - 3:45
5. Heavy Breathing (B. Gibb/R. Gibb) - 3:26
6. Had a Lot of Love last Night (B. Gibb/R. Gibb/M. Gibb) - 4:07
7. Elisa (B. Gibb/R. Gibb/M. Gibb) - 2:48

## Ficha técnica
- Barry Gibb - Vocal, violão
- Robin Gibb - Vocal
- Maurice Gibb - Vocal, baixo, mellotron (1, 2, 3, 6, 9, 10), órgão (1, 2, 3, 5, 6, 8, 9, 10)
- Alan Kendall - Guitarra
- Geoff Westley - Piano, teclados
- Dennis Byron - Bateria
- Phil Bonder - Clarinete (1)
- Damon Lyon Shaw - Engenheiro de áudio (1, 2, 3, 4, 6, 9, 10, IDMMTM)
- Andy Knight - Engenheiro de áudio (1, 2, 3, 4, 6, 9, 10, IDMMTM)
- Alan Lucas - Engenheiro de áudio (7, 11)
- Gene Paul - Engenheiro de áudio (5, 8)
- Arif Mardin - Arranjos, Produção

Gravado entre 14 de novembro de 1973 e 28 de janeiro de 1974
- nos Estúdios IBC, Londres, Reino Unido (1, 2, 3, 4, 6, 9, 10)
- nos estúdios Command, Londres, Reino Unido (7, 11)
- nos estúdios da Atlantic, Nova Iorque, EUA (5, 8)

## Posições nas paradas
- #20 (Austrália)
- #178 (EUA)[3]

## Singles
1. Março de 1974
A: "Mr. Natural"
B: "It Doesn't Matter Much to Me" (versão 1974)(*) (B. Gibb/R. Gibb/M. Gibb) - 3:50
2. Junho de 1974 (EUA)
A: "Throw a Penny" [Edit] - 3:32
B: "I Can't Let You Go"
3. Agosto de 1974
A: "Charade" [Edit] - 3:14
B: "Heavy Breathing"

(*) - It Doesn't Matter Much to Me é uma música das gravações de A Kick in the Head is Worth Eight in the Pants só que, como se sabe, o álbum citado não saiu. Entretanto, os Bee Gees decidiram regravar esta música, e a lançaram como B-side de "Mr. Natural".